# Хајла
Хајла је планина јужно од града Рожаја, на граници Косова и Метохије у Србији и Црне Горе. Лежи између Руговске клисуре и изворишта реке Ибра.
Највиши врх Хајле дели име са њом, висок је 2 403 m, а налази се на територији Србије. Хајла није истурени усамљени врх, већ се на правцу од запада на исток, у дужини од око 10 кm, простире више масивно везаних врхова изнад 2 000 m и виших, при чему је карактеристичан издужени гребенски део на коме се налази главни врх. На западној гребенској вези је врх Драмадол (2 119 m) и Шкрељенска Хајла која се везује са Мокром планином. У саставу планине је и издвојени врх Ахмица (2 272 m), одвојен превојем Ћафа Хајле (1 884 m). Са једне стране Хајле налази се Мокра планина, а са друге Мокра гора. Хајла, Жљеб и Русулија у ширем смислу припадају Проклетијама, називају се проклетијским планинама, односно представљају северне изданке Проклетија.
Хајлу карактерише богатство вегетације, са шумама у долинама и до високо уз врхове. Таква је северна страна планине, где се бујни појас углавном четинарске шуме уздиже и простире до високо под окомите стене. У дубоким шумама ове стране је врело Ибра. На јужној страни доминира стрма пашњачка пољана. Међу бројним раритетима је рунолист.
У њеној грађи највише је пермских кварцних конгломерата и поврх њих, силифицираних, мермерастих и доломитских кречњака. У плеистоцену била је под ледницима, који су се од ње разилазили и кретали, нарочито према северу, међу којима је најпознатији био рожајски. Њихови трагови су остали у виду неколико циркова и валовских корита. Због изразите висине, гребен Хајле је го, а нижи делови су покривени суватима, а подножје, нарочито према изворишту Ибра, четинарском вегетацијом у којој има дивљих животиња (медвед, вук и др.)

## Највиши врхови
- Хајла (2403)
- Врановачка Хајла (2281)
- Драмодол (2120)
- Шкрељска Хајла (2011)